# Mega Man 5
Mega Man 5, в Японии известная как Rockman 5 Blues no Wana?! (яп. ロックマン5 ブルースの罠?! Рокку Ман 5 Буру:су но Вана?! или Rockman 5 Ловушка Протомэна) — видеоигра в жанре платформер, вышедшая на NES в 1992 году в Японии и США и в 1993 году в Европе. Пятая часть серии Mega Man о борьбе робота Мегамена с доктором Вайли.
Сюжет состоит в том, что старый враг Мегамена, доктор Вайли, атакует город, в котором живут герои игры; загадочный Протомен похищает доктора Лайта. Главный герой отправляется в бой.
Геймплей стандартный, как и в прошлых сериях игры: вооружение — усовершенствованный гипербластер.

## Роботы и Боссы в 5 части

### Роботы
| Имя робота                        | Оружие             | Слабость           |
| --------------------------------- | ------------------ | ------------------ |
| Человек-Гравитация (Gravity Man)  | Смена гравитации   | Звёздный блок      |
| Человек-Волна (Wave Man)          | Водяная волна      | Суперскольжение    |
| Каменный человек (Stone Man)      | Трёхвертущие камни | Танковая бомба     |
| Гирочеловек (Gyro Man)            | Вертушка           | Смена гравитации   |
| Звездный человек (Star Man)       | Звёздный блок      | Водяная волна      |
| Загруженный человек (Charge Man)  | Суперскольжение    | Трёхвертущие камни |
| Напалмовый человек (Napalm Man)   | Танковая бомба     | Кристальная пуля   |
| Кристальный человек (Crystal Man) | Кристальная пуля   | Вертушка           |

### ДаркМэны
| Имя робота           | Слабость                     |
| -------------------- | ---------------------------- |
| Робот-Танк           | Водяная волна                |
| Электрощитовой Робот | Кристальная пуля/Суперстрела |
| Робот Затвердитель   | Вертушка                     |
| Прото Электроробот   | Птичка Бит                   |

### Боссы уровня доктора Вайли
| Имя робота                                         | Слабость         |
| -------------------------------------------------- | ---------------- |
| Робот конструктор                                  | Кристальная пуля |
| Страшила мастера Q9                                | Вертушка         |
| Колотушка Вайли                                    | Звёздный блок    |
| Высасывающая Машина, которая съест все, что угодно | Супер стрела     |
| Шоковая Машина Судного Дня                         | Птичка Бит       |

## Оружие
- M.Buster - Главное оружие Мегамена. Убивает врагов усилителем атаки.
- W.Wave - Водяная волна. Атакует врага снизу и не поднимается в потолок. Смывает врага напролом. Star Man уязвим от этого оружия.
- G.Attack - Вертушка. Стреляет в одну сторону и меняет направление если нажать вверх или вниз. Помогает достать врага сверху. Crystal Man уязвим от этого оружия.
- C.Eye - Кристальная пуля. Стреляя в объект, он задевает. Также делится на три части при столкновении со стеной. Не исчезает при столкновении со стеной. Napalm Man слаб к этом оружию.
- N.Bomb - Танковая Бомба. Стреляя он падает и через несколько секунд оно взрывается. Stone Man слаб к этому оружию.
- P.Stone - Трёхвертущие камни. Наносит урон врагу на некоторое время. Charge Man получает урон по этим же оружием.
- C.Kick - Супер-скольжение. Здесь стрелять не надо. Можно устроить подкат и оно поразит врага. Wave Man получает урон этим же оружием.
- S.Crash - Звездный блок. Запускаете Звездный блок, бегаете по нему и оно поразит врага окончательно. Но можно и стрелять ним. Gravity Man слаб к этому оружию.
- G.Hold - Смена гравитации. Уносит всех врагов (кроме некоторых) на экране вверх. Gyro Man уязвим от этого оружия.

## Интересные факты
- Игра запрещена во Вьетнаме из-за уровня Napalm Man, где герой бегал в пещерах, ссылающихся на подземные убежища вьетконговцев, а ещё название босса напоминает о сбрасывании напалма на жителей.
- Этап робота-босса Gravity Man является необычным из-за того, что большую часть уровня Мегамен ходит вверх тормашками. Подобный такой уровень в NES только один.
- Этап робота-босса Star Man обладает низкой гравитацией. После того, как вы его уничтожите, вы получаете не только от него Звездный Блок, но и Суперстрелу, с помощью которой можно и летать на ней и одновременно атаковать врагов.

## Отзывы
| Сводный рейтинг    | Сводный рейтинг      |
| Агрегатор          | Оценка               |
| ------------------ | -------------------- |
| MobyRank           | 74/100               |
| Иноязычные издания |                      |
| Издание            | Оценка               |
| AllGame            | [ 2 ]                |
| EGM                | 7,75/10              |
| Game Informer      | 7,75/10              |
| GamePro            | [ 5 ]                |
| IGN                | 8,5/10               |
| Nintendo Power     | 3,825/5 8,5/10 (Wii) |